# (3629) Lebedinskij
(3629) Lebedinskij est un astéroïde de la ceinture principale.

## Description
(3629) Lebedinskij est un astéroïde de la ceinture principale. Il fut découvert le 21 novembre 1982 à l'Observatoire Kleť par Antonín Mrkos. Il présente une orbite caractérisée par un demi-grand axe de 2,40 UA, une excentricité de 0,10 et une inclinaison de 5,6° par rapport à l'écliptique.

## Compléments